# Benito de Robles
Benito de Robles, né à Zalamea de la Serena, Estrémadure, en 1571 et mort à Salamanque, en 1616, est un Jésuite et philosophe espagnol.

## Biographie
Il entre dans la Province de Castille en 1587 et enseigne la philosophie et la théologie dans les collèges de Valladolid puis de Salamanque (1603-1616). Parmi ses élèves figurent Pedro Hurtado de Mendoza, Juan de Lugo y de Quiroga, Rodrigo de Arriaga et Antonio Pérez, qui se disputent tous son héritage. Il n'a jamais rien publié, mais laissé quelques manuscrits originaux.